# Сикорский, Фёдор Фёдорович
Фёдор Фёдорович Сикорский (29 декабря 1970, Бобруйск, Могилёвская область) — советский и белорусский футболист, полузащитник.

## Биография
Воспитанник бобруйского футбола, в дальнейшем занимался в минском спортинтернате. С 1988 года стал выступать за дубль минского «Динамо» в первенстве дублёров, а 28 августа 1988 года дебютировал в основной команде в матче Кубка Федерации против «Кайрата». 31 июля 1989 года сыграл первый матч в высшей лиге СССР, заменив Сергея Гоцманова на 83-й минуте игры против московского «Торпедо». Всего до распада СССР сыграл 19 матчей в высшей лиге. В составе дубля минчан в 1989 году стал победителем первенства дублёров, в 1991 году — вторым призёром.
В 1992 году был направлен в команду «Динамо-2», которая затем выступала как самостоятельный клуб под названиями «Беларусь» и «Динамо-93», в этом клубе за пять сезонов провёл более 100 матчей. В 1992 году стал победителем первой лиги Белоруссии, а с сезона 1992/93 выступал со своим клубом в высшей лиге. Серебряный призёр чемпионата страны сезона 1993/94, бронзовый призёр 1992/93, 1994/95, 1995; обладатель Кубка Белоруссии 1994/95. Принимал участие в матчах еврокубков.
В начале 1997 года перешёл в бобруйскую «Белшину», ставшую в итоге серебряным призёром чемпионата, но в составе не закрепился и уже летом перешёл в «Гомель». С гомельским клубом стал победителем первой лиги 1997 года. В 1999—2000 годах играл за «Шахтёр» (Солигорск), а в 2001 году играл за «Ведрич» (Речица), с которым вылетел из высшей лиги. В конце карьеры играл за «Верас» (Несвиж)
Всего в высшей лиге Белоруссии сыграл 212 матчей и забил 7 голов.
После окончания игровой карьеры стал футбольным агентом.